# Knabenkrebs
Der Knabenkrebs (Cambarellus puer) ist eine in den USA beheimatete Art der Zwergflusskrebse (Cambarellus). Er wurde von dem amerikanischen Crustaceologen und Taxonomen Horton H. Hobbs Jr. (1914–1994) erstbeschrieben. Der artbezeichnende Beiname puer (lateinisch für „Kind“, „Knabe“) bezieht sich auf die im Gegensatz zu den Weibchen deutlich kleineren Männchen bei dieser Art, die auf der Roten Liste gefährdeter Arten als ungefährdet gilt.

## Merkmale
Die Grundfarben der dorsalen und lateralen Oberflächen der Chelae, Carapaces und Abdomen des Knabenkrebses sind variabel und reichen von rostrot über hellbraun bis grau. Auf Carapax und Hinterleib des Tieres können sich zwei braune oder schwarze Längsstreifen zeigen, die sich von oberhalb der Augen bis zum Telson erstrecken. Die Streifen können zusätzlich dunkel umrandet sein. Variierend davon kann der Krebs auch zwei Reihen gleichfarbiger Flecken besitzen, die sich als fortlaufende Bänder am Leib entlangziehen. Diese Flecken sind nur sehr selten dunkel umrandet. Der Bauch ist cremefarben bis weißlich. Beide Zeichnungsvarianten kommen bei jeweils beiden Geschlechtern vor. Die Schreitbeine sind ebenfalls dunkel gestreift. Der Knabenkrebs ähnelt mit dieser Zeichnung dem Louisiana-Zwergflusskrebs (Cambarellus shufeldtii). Der farbliche Dimorphismus das Cambarellus puer liegt wohl in der ökologischen und evolutionären Nähe der beiden Krebsarten.
Die Länge des Cephalothorax bei reifen Männchen dieser beiden Arten variiert von 7 bis 12 Millimeter, bei reifen Weibchen bis 14 mm. Die weiblichen Tiere des Knabenkrebses erreichen eine Größe von maximal 40 mm, die Männchen bleiben mit 20 bis 30 mm deutlich kleiner.
Die jahreszeitlichen Reproduktionszyklen der beiden Cambariden Cambarellus puer und Cambarellus shufeldtii sind ähnlich. Beide zeigen jeweils zwei jährliche Höhepunkte ihrer Fortpflanzungsaktivität und bei beiden wechseln die adulten Männchen mittels Häutungen zwischen zwei sich deutlich unterscheidenden morphologischen Formen. Die Tiere werden daher als Form I- und Form II-Männchen bezeichnet. Der Formenwandel hängt direkt mit dem jahreszeitlichen Fortpflanzungszyklus zusammen. Dabei wechseln die Cambariden von der kopulationsfähigen Form I in die sexuell inaktive Form II. An der Körperunterseite sind bei den Männchen die Begattungsgriffel (Gonopoden) zu erkennen. Sie können nicht nur zur Unterscheidung der Geschlechter, sondern auch zur Artbestimmung herangezogen werden. Die drei fingerförmigen Ausläufer der Gonopoden sind beim Knabenkrebs alle um fast 90 Grad zum Schaft hin gebogen. Beim Louisiana-Zwergflusskrebs, dessen Verbreitungsgebiet sich mit dem des Knabenkrebses überschneidet, sind diese Fortsätze gerade.
Die Höhepunkte der Fortpflanzungsaktivitäten wurden 1966 durch Joe B. Black an der McNeese State University in Lake Charles, Louisiana, in einer Vergleichsstudie zwischen den männlichen Reproduktionszyklen des Cambarellus puer und des Cambarellus shufeldtii analysiert. Es ließ sich feststellen, dass kopulationsbereite Männchen der Form I und befruchtungsfähige Weibchen zu fast jeder Jahreszeit zu finden waren, doch konnten dennoch zwei jahreszeitliche Hochphasen definiert werden. So gab es eine stärkere Verdichtung der Fortpflanzungsaktivitäten im Januar, Februar und März und eine kleinere im Juli. Besonders der Cambarellus puer ließ diese Taktung erkennen, während der Cambarellus shufeldtii eine starke Tendenz zu einer kontinuierlichen, ganzjährigen Fortpflanzung zeigte. Trotz dieser Unterschiede besaßen die Männchen beider Arten als Erwachsene zwei große Spitzenzeiten ihrer Spermienproduktion, wobei ihr erster großer Samenschub während ihrer ersten Fortpflanzungsperiode nach der eigenen Geburt, also im ersten Lebensjahr, stattfand. Ein zweiter Schub trat ein, als die Männchen etwa ein Jahr alt waren. Studien zum Wachstum der Tiere zeigten eine durchschnittliche Zunahme von etwa 0,45 Millimeter in der Cephalothoraxlänge pro Häutung für beide Arten, wobei 12 bis 13 Häutungen beim Cambarellus shufeldtii und 13 bis 14 beim Knabenkrebs für das Erreichen der Geschlechtsreife erforderlich waren.
In einer Untersuchung aus dem Jahre 1979 wurde nachgewiesen, dass sich lokale Varianten des Knabenkrebses herausgebildet hatten. Tiere aus dem Südosten von Texas waren im Verhältnis zur Länge des Cephalothorax länger und schmäler als Tiere aus dem südlichen Arkansas und dem nördlichen Louisiana, die im Verhältnis kürzer und breiter sind. Populationen, die entlang des Mississippi und westlich des südlichen Louisiana vorkamen, waren hingegen von mittlerer Statur. Insgesamt konnte festgestellt werden, dass Cambariden aus den östlichen Populationen größer wurden, als Tiere der westlichen Populationen.

## Verbreitung und Lebensraum
Die Krebse der Gattungen Cambarellus puer und Cambarellus shufeldtii wurden anfangs von den meisten Zoologen vor allem wegen ihrer geringen Größe nicht behandelt, da sie im Allgemeinen als unreife Individuen anderer Arten betrachtet wurden. Die grundlegenden ökologischen Nischen der beiden Cambariden sind sich ähnlich.
Der Knabenkrebs ist in den südlichen Bundesstaaten der USA beheimatet. Sein Verbreitungsgebiet reicht von den texanischen Countys Brazos und Brazoria im Westen, entlang der Küstenebenen im Golf von Mexiko bis ins Becken des Mississippi. In Texas kommt er in flachen Gewässern mit Wasserpflanzenbewuchs und unterirdischen Versteckmöglichkeiten vor. Dort nehmen die Tiere während der Dürreperioden oder in trockenen Sommern Zuflucht. Im südlichen Louisiana bevorzugt der Knabenkrebs semipermanente, flache Gewässer die eine gewisse Wasserflora aufweisen wobei dort einige Vorkommen auch in sumpfigen Flussarmen und langsam fließenden Bächen zu finden sind. Vom Süden nach Norden lässt er sich vom Mississippi-Delta bis in den äußersten Süden von Illinois (Johnson County) finden. Der Ichthyologe Lawrence M. Page von der University of Illinois at Urbana-Champaign berichtete 1985, der Knabenkrebs könne dort, im südlichen Illinois, in meist permanenten Gewässern gefunden werden. Die Art wurde auch in einem sehr begrenzten Bereich im Südosten des Bundesstaates Oklahoma entdeckt. Hier war es ein sumpfiges Gebiet mit dichter Vegetation entlang des Little River im McCurtain County. Nach Informationen aus dem Jahre 2013 wurde der Krebs dort allerdings seit 1975 nicht mehr nachgewiesen. Der Ichthyologe und Astakologe Christopher A. Taylor von der University of Illinois at Urbana-Champaign sowie der Zoologe Guenter A. Schuster von der Eastern Kentucky University stellten 2004 fest, dass der Knabenkrebs auch in Kentucky, allerdings in sehr geringem Maße, verbreitet ist. Er wurde dort im Bereich des Mayfield-Creek-Drainagesystems gefunden, das in den Mississippi entwässert und sich in den Countys McCracken und Graves erstreckt, die sich in einem Zwickel zwischen den Bundesstaaten Illinois im Norden und Missouri im Westen befinden und zum Jackson Purchase gehören. Diese im äußersten Westen Kentuckys gelegene Region wird teils durch weitläufige Zypressensümpfen dominiert. Diese Sümpfe bevorzugt der Knabenkrebs im Jackson Purchase, wo er unter lebender oder toter Vegetation existiert. Angesichts der Fülle geeigneter Lebensräume im Westen Kentuckys empfanden die beiden Wissenschaftler die begrenzte Verbreitung des Knabenkrebses in diesem Bundesstaat merkwürdig. Als mögliche Erklärungen konnten sie sich ein bisher unvollständige Beprobungen möglicher Tieflandhabitate oder Wechselwirkungen zwischen den beiden Krebsarten der Gattungen Cambarellus puer und Cambarellus shufeldtii vorstellen. Die auf Wirbellose spezialisierten Wissenschaftler George Henry Penn (1918–1963) und Joseph F. Fitzpatrick Jr. (1932–2002) hatten bereits 1962 und 1963 nach experimentellen Versuchen festgestellt, dass Cambarellus shufeldtii gegenüber Cambarellus puer dominant war und dass Cambarellus shufeldtii den Konkurrenten Cambarellus puer damals bereits seit einigen Jahren an mehreren Standorten entlang der Golfküste verdrängt hatte. Page mutmaßte 1985, dass dieser Konkurrenzausschluss zwischen den beiden Arten ihre Verbreitung im südlichen Illinois teilweise erklären könnte. Im westlichen Kentucky ist Cambarellus shufeldtii weitaus häufiger und in Tieflandlebensräumen weit verbreitet. Dieser Konkurrenzausschluss zwischen den beiden Arten könne ihre Verbreitung im südlichen Illinois teilweise erklären. Im westlichen Kentucky ist Cambarellus shufeldtii weitaus häufiger anzutreffen und hat sich in Tieflandhabitaten weit verbreitet.
Die zahlreichen Feuchtgebiete um das Becken und das Delta des Mississippi bieten dem Knabenkrebs ein ideales Habitat. Er lebt in Sümpfen, Tümpeln, Teichen, Gräben und langsamen Fließgewässern sowie Bayous. Das Typusexemplar nach dem die Art beschrieben wurde, stammt beispielsweise aus einem Straßengraben rund 11 Kilometer westlich von Dayton im Liberty County in Texas (Highway 90).

## Orientierung
Der Orientierungssinn der beiden Zwergkrebsarten, Cambarellus puer und Cambarellus shufeldtii wurde 1963 durch die auf Wirbellose spezialisierten Wissenschaftler Penn und Joe B. Black aus dem Fachbereich für Zoologie der Tulane-Universität erhalten mit Hilfe einer einfachen, 32 Millimeter breiten, wassergefüllten Rinne untersucht, die sich nach 250 Millimeter Y-förmig gabelte. Alle Versuchskrebse wurden am Eingang der Rinne durch anhaltendes Stupsen und Stoßen gezwungen, zu reagieren. Die Mehrheit der Individuen beider Arten (> 79 %) zeigte dabei ein einheitliches Verhalten, denn sie zogen sich in eine der Gabeln zurück. Sobald eine der Gabeln abgedeckt war, wurde dieses Versteck von 95 Prozent der Tiere vorgezogen. Nach der Exstirpation eines Augenstiels reagierten immer noch 55 Prozent positiv auf die Abdeckung, doch nach der Exstirpation beider Augenstiele waren es nur noch 37 Prozent. Nach der Entfernung einer Chela reagierten 86 Prozent positiv auf die Abdeckung, und nach Entfernung beider Chelae immer noch 86 Prozent. Die Versuche machten deutlich, dass sich beide Arten als typische Vertreter der Cambarellus-Arten, offene, sonnendurchflutete Gewässer eher mieden. Als ein wesentliches Ergebnis der Untersuchung separierte sich auch die besonders hohe Bedeutung des Augenlichts zur Orientierung der Krebse heraus. Eine Aufgabe, die von den eindrucksvollen Antennen der Tiere nicht abgefangen werden konnte.

## Parasitenbefall beim Knabenkrebs
Mikrosporidien-Infektionen gehören zu den häufigsten parasitischen Erkrankungen im Tierreich. Der amerikanische Zoologe und Anatom Franklin Sogandares-Bernal (1931–2016), zu dessen Spezialgebieten die Parasitologie zählte, erkannte 1962 Mikrosporidiose bei den Zwergkrebsen Cambarellus puer und Cambarellus shufeldtii. Bei seiner Untersuchung standen ihm ein Knabenkrebs und zwei Cambarellus shufeldtii zur Verfügung. Ersterer wurde bei Chacahoula, Louisiana und letztere knapp 18 Kilometer östlich von Covington, Louisiana, gesammelt. Es stellte sich heraus, dass die Muskeln dieser Krebse mit Microsporidia infiziert waren. Sogandares-Bernal hatte die Tiere von George Henry Penn erhalten, nachdem dieser die ihm unbekannte, eigentümlich milchige Muskulatur bei den Basipoditen der ersten Pereiopoden durch die Schale der infizierten Krebse erkannt hatte. Bis dahin hatte Penn rund 20.000 Exemplare von verschiedenen Louisiana-Krebsen untersucht, doch nie zuvor Krebse mit einer milchig gefärbten Muskulatur beobachtet. Pansoroblasten, die Sporoblasten enthielten konnte Sogandares-Bernal in dem ihm vorgelegen Material zwar nicht bestimmen, doch ließen sich beim Cambarellus puer Sporen ermitteln, die eine Genus Pleistophora-Spezies (Gurley, 1893) vermuten ließen. Die beiden Cambarellus shufeldtii hingegen trugen zweifelsfrei Parasiten der Gattung Thelohania. Offensichtlich brachten Sogandares-Bernal Untersuchungen den erstmaligen Nachweis von Mikrosporidien der Gattungen Thelohania und wahrscheinlich Plistophora bei nordamerikanischen Krebsen. Die Tatsache, dass nur wenige stark infizierte Krebse gesammelt wurden, deutete für Sogandares-Bernal darauf hin, dass die Parasiten entweder die betroffenen Tiere töten oder durch ihre lähmende Wirkung die Wirte für Raubtiere zu einer leichteren Beute machen. Ebenfalls 1962 veröffentlichte Sogandares-Bernal die Isolation des Microphallus progeneticus, einem parasitären Trematoden am Cambarellus puer.

## Haltung im Aquarium
Der kanadische Biologe und Krustentierexperte Zen Faulkes gab noch 2015 an, dass in den Vereinigten Staaten der Cambarellus puer nicht im Heimtierhandel anzutreffen sei, dafür aber in Deutschland und in Tschechien. Zu dieser Zeit war das Tier auf dem deutschen Markt allerdings seit längerem eingeführt. Im Internetmagazin Garnele online, Ausgabe 1, 2007, berichteten die Hobbyaquaristen Christian Splettstößer und Volker Eßer über den Krebs, der „relativ neu im Hobby ist“.
Das deutsche Tierschutzgesetz (TierSchG) verlangt, dass alle zu pflegenden Tiere ihrer Art und ihren Bedürfnissen entsprechend ernährt, gepflegt und verhaltensgerecht untergebracht werden müssen. Niemand darf einem Tier ohne vernünftigen Grund Schmerzen, Leiden oder Schäden zufügen. Zudem müssen Halter über die für eine angemessene Ernährung, Pflege und verhaltensgerechte Unterbringung des Tieres erforderlichen Kenntnisse und Fähigkeiten verfügen. In ähnlicher Weise bestimmt das Tierschutzgesetz in Österreich, dass keinem Tier ungerechtfertigt Schmerzen, Leiden oder Schäden gefügt werden dürfen oder es in schwere Angst versetzt werden darf. Dort sind Tiere auch so zu halten, dass ihre Körperfunktionen und ihr Verhalten nicht gestört und ihre Anpassungsfähigkeit nicht überfordert wird. In der Schweiz kommt neben ähnlichen Aspekten auch die Würde, der Eigenwert des Tieres, zum Tragen. Problematisch bleibt in allen Ländern jedoch der Status der Wirbellosen, in diesem Fall der Krebse, da die Gesetzgeber dieser Tierklasse noch immer kein oder nur ein vermindertes Schmerzempfinden zugesprochen haben, obwohl Aquaristikexperten und Wissenschaftler längst Nachweise erbracht haben, dass Krebse leidensfähig sind.
Vor der Anschaffung eines Aquariums müssen entsprechende Informationen zur Haltung in ausreichendem Maße vorhanden sein, denn auch die Pflege des Knabenkrebses hat ihre besonderen Schwierigkeiten. Für einen Großteil der vom Menschen gepflegten wasserlebende Tiere gilt, dass deren Haltung, je kleiner ein Aquarium geplant ist, umso komplizierter wird, da ein stabiles Gleichgewicht der komplexen biologisch-ökologischen Strukturen und Funktionen der abiotischen und biotischen Prozesse schwerer zu erreichen ist. Gerade in Gesellschaftsaquarien wird schnell klar, wie brüchig und instabil ein ansonsten intakter Lebensraum bei menschlichen Fehlleistungen werden kann. Hier können mit entsprechend angeeigneten Informationen Anfängerfehler vermieden werden.
Der Knabenkrebs führt in der deutschsprachigen Fachliteratur eher ein Schattendasein und wird meist nur am Rande behandelt. Auch der sehr ausführliche „Aquarien-Atlas“ der Aquaristiker Hans A. Baensch und Hans-Georg Evers aus dem Jahre 2002 führt das Tier nicht auf. Die Wirbellosenexperten und Sachbuchautoren Reinhard Pekny und Chris Lukhaup bezeichnen das Verhalten des Krebses als sehr friedlich und sehen eine Wassertemperatur zwischen 14 und 35 Grad Celsius als möglich an, wobei sie gesondert auf eine Haltung bei Zimmertemperatur hinweisen. Splettstößer und Eßer haben mit Temperaturen zwischen 20 °C und 28 °C gute Erfahrungen gemacht. Sie gaben zu Bedenken, dass höhere oder tiefere Werte zwar vertragen werden, aber nicht auf Dauer zu empfehlen sind. Laut den Ichthyologen Jakob Geck und Ulrich Schliewen, Sektionsleiter der Zoologischen Staatssammlung München, sollte das Wasser „eher kühl“ bei 16 bis 25 °C sein. Als günstig sahen Splettstößer und Eßer ein etwas härteres Wasser mit einem pH-Wert über 7 an. Hier schrieben Geck und Schliewen sehr ähnlich, der pH-Wert solle bei 7 bis 8 liegen, das Wasser also „mittelhart bis hart, auf keinen Fall sauer“, also unter einem pH-Wert von 7, sein.
Geck und Schliewen gaben 2017 an, dass für den Knabenkrebs ähnliche Haltungsbedingungen gelten wie für den Gestreiften Zwergflusskrebs. Sie sahen daher eine Pflege in einem mindestens 25 Liter fassenden Becken als möglich an, forderten aber allgemein eine paarweise Haltung der Tiere. Zudem darf die Filterung ihrer Meinung nicht zu stark sein, um etwas Mulm und Pflanzenreste zu erhalten, die als wichtige Nahrungsergänzung für die Krebse gelten. Das Aquarium soll wie in der Natur dicht bewachsene Bereiche aufweisen. In Zusammenhang mit einem Gesellschaftsbecken erwähnen Pekny und Lukhaup, dass der Knabenkrebs nur mit sehr kleinen Fischen zusammen gehalten werden soll, was auch Splettstößer und Eßer sowie Geck und Schliewen betonen. Letztere waren der Meinung, dass die zurückhaltende Art der Krebse bei zu großen Fischen eher dazu führen würde, dass die Krebse sonst kaum an ihr Futter kämen. Splettstößer und Eßer können sich als Gesellschafter Arten von Panzerwelsen vorstellen, die zum Teil auch freischwimmend aktiv sind. Die Krebs-Weibchen können fast ganzjährig trächtig werden und zwischen 40 und 110 Eier tragen.